# Latin Quarter
Latin Quarter is een Britse band die opgericht werd in 1983. De band was vooral populair in Duitsland en Noord-Europa en werd vooral bekend met de hit "Radio Africa". De band splitste in 1990 maar de leden kwamen terug bijeen in 2011. Hun muziek is een mix van pop, reggae en folk met vooral politiek geïnspireerde teksten.

## Albums
| Jaar           | Titel                                          |
| Studioalbums   | Studioalbums                                   |
| -------------- | ---------------------------------------------- |
| 1985           | Modern Times                                   |
| 1987           | Mick and Caroline                              |
| 1989           | Swimming Against the Stream                    |
| 1993           | Long Pig                                       |
| 1997           | Bringing Rosa Home                             |
| 2012           | Ocean Head                                     |
| 2014           | Tilt                                           |
| 2016           | The Imagination of Thieves                     |
| 2018           | Pantomime of Wealth                            |
| 2021           | Releasing the Sheep                            |
| Verzamelalbums |                                                |
| 1990           | Nothing Like Velvet                            |
| 1997           | Radio Africa                                   |
| 2010           | Latin Quarter Revisited (by Steve Skaith Band) |
| 2015           | Bare Bones (by Steve Skaith)                   |

## NPO Radio 2 Top 2000
Van Latin Quarter stond alleen Radio Africa in 2000 in de NPO Radio 2 Top 2000, op plek 1576.

## Referentie
Dit artikel of een eerdere versie ervan is een (gedeeltelijke) vertaling van het artikel Latin Quarter (band) op de Engelstalige Wikipedia, dat onder de licentie Creative Commons Naamsvermelding/Gelijk delen valt. Zie de bewerkingsgeschiedenis aldaar.